# Abdelatif Bahdari
Abdelatif Bahdari (20 de fevereiro de 1984) é um futebolista profissional palestino que atua como defensor.

## Carreira
Abdelatif Bahdari representou a Seleção Palestina de Futebol na Copa da Ásia de 2015.